# 常磐井堯熙
常磐井 堯熙（ときわい ぎょうき、弘化元年12月27日（1845年2月3日） - 大正8年（1919年）5月23日）は、明治・大正の僧侶、男爵、浄土真宗高田派管長。

## 経歴
関白・近衛忠煕の七男に生まれ、有栖川宮幟仁親王の猶子となる。嘉永7年（1854年）伊勢国真宗専修寺に入り、文久元年（1861年）円禧の後を継いで住職となり派内の異議問題を鎮定して派名を高田派と公称した。明治9年（1876年）真宗四派連合管長となって近代真宗の興隆に奔走した。法名は初め円禔、のち堯凞。明治5年（1872年）初めて常磐井家を称し、明治29年（1896年）に男爵となる。また明治18年（1885年）兄・近衛忠房の三男（堯猷）を養嗣子とした。和歌をよくし、「さみだれ集」「千代のみどり」「明治開花和歌集」などに収録されている。